# Viburnum furcatum
Viburnum furcatum es una especie de pequeño arbusto perteneciente a la familia de las adoxáceas.  Es originaria de Taiwán.

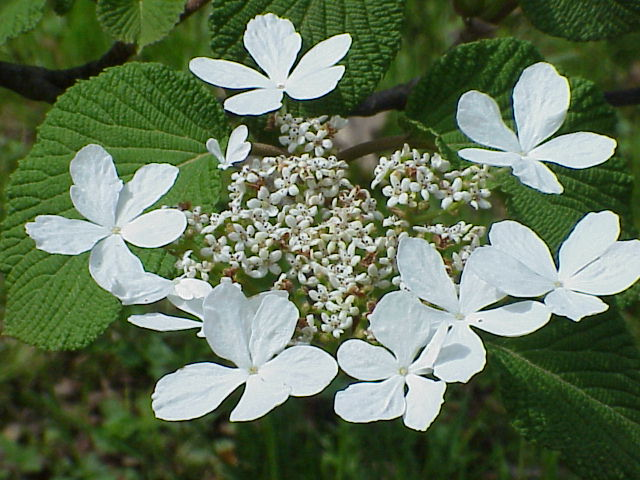
Detalle de las hojas

## Descripción
Es un arbusto de hoja caduca grande erguido, con hojas ovaladas que se torna  roja y púrpura en otoño. Las inflorescencias  con flores de cremoso  color blanco y flósculos estériles, seguido por bayas rojas que después se vuelven negras.

## Taxonomía
Viburnum furcatum fue descrita por  Blume ex Maxim. y publicado en J. Proc. Linn. Soc., Bot. 2: 175, in syn. 1858
Etimología
Viburnum: nombre genérico del nombre clásico latino de una especie de este género, Viburnum lantana, llamada el "árbol caminante".
furcatum: epíteto latino que significa "hendido, con hendidura".